# Petrosaurus repens
Petrosaurus repens (баха-каліфорнійська кам'яна ігуана) — вид ігуаноподібних ящірок родини фриносомових (Phrynosomatidae). Ендемік Мексики.

## Поширення і екологія
Баха-каліфорнійські кам'яні ігуани мешкають на Каліфорнійському півострові, в штатах Баха-Каліфорнія і Баха-Каліфорнія-Сур. Вони живуть серед валунів і скель, зокрема в скелястих каньйонах.